# 桃園市立仁美國民中學
桃園市立仁美國民中學，簡稱仁美國中、仁中，位於台灣桃園市楊梅區高山頂地區。

## 歷史沿革
- 1963年（民國52年）：桃園縣立楊梅中學埔心分部成立。
- 1966年（民國55年）：奉准獨立，定名桃園縣立仁美初級中學。
- 1968年（民國57年）：實施九年國民義務教育，改制為桃園縣立仁美國民中學。
- 1981年（民國70年）：附設補習學校成立。
- 2007年（民國96年）：學區內成立瑞坪國中，班級數開始減班。
- 2008年（民國97年）：附設華德福實驗國中小成立。
- 2009年（民國98年）：縣政府指定為教育領航研究中心。
- 2014年（民國103年）：12月25日，因應桃園縣升格改制為直轄市，更名為桃園市立仁美國民中學，103學年度附設華德福實驗國中小部共15班，學生300人。
- 2022年(民國111年):111學年度附設幼兒園成立

## 歷任校長
| 任期 | 姓名       | 任職日期  | 離職日期  | 備註                                                                               |
| ---- | ---------- | --------- | --------- | ---------------------------------------------------------------------------------- |
| 1    | 張玉禎先生 | 1963年9月 | 1975年7月 | 調任桃園縣立內壢國民中學。                                                         |
| 2    | 陳廷輝先生 | 1975年8月 | 1976年7月 | 原屏東縣立恆春國民中學校長轉任，調任臺南縣立關廟國民中學。                         |
| 3    | 余惠生先生 | 1976年8月 | 1981年7月 | 原臺中縣立神岡國民中學校長轉任，調任桃園縣立大竹國民中學。                         |
| 4    | 顏世偉先生 | 1981年8月 | 1986年7月 | 原桃園縣立南崁國民中學校長轉任，調任桃園縣立興南國民中學。                         |
| 5    | 彭得財先生 | 1986年8月 | 1988年2月 | 原桃園縣立自強國民中學校長轉任，屆齡退休。                                         |
| 6    | 江漢柏先生 | 1988年2月 | 1994年7月 | 原桃園縣立竹圍國民中學校長轉任，任滿退休。                                         |
| 7    | 曾志宏先生 | 1994年8月 | 1998年7月 | 原桃園縣立介壽國民中學校長轉任，調任桃園縣立建國國民中學。                         |
| 8    | 彭盛星先生 | 1998年8月 | 2002年7月 | 原桃園縣立竹圍國民中學校長任轉，調任桃園縣立平鎮國民中學。                         |
| 9    | 劉昌明先生 | 2002年8月 | 2006年7月 | 原桃園縣立永安國民中學校長轉任，調任桃園縣立瑞坪國民中學。                         |
| 10   | 許伯榮先生 | 2006年8月 | 2007年7月 | 原桃園縣教育局課程督學轉任，任內退休。                                             |
| 11   | 曾增福先生 | 2007年8月 | 2009年7月 | 原桃園縣立大成國民中學校長轉任，任內退休。                                         |
| 12   | 劉漢癸先生 | 2009年8月 | 2013年7月 | 原桃園縣立經國國民中學總務主任升任，調任桃園縣立桃園國民中學。                     |
| 13   | 謝益修先生 | 2013年8月 | 2017年7月 | 原桃園縣立中壢國民中學學務主任升任，調任桃園市立龍潭國民中學。                     |
| 14   | 吳享鴻先生 | 2017年8月 | 2025年7月 | 原桃園市立楊明國民中學教務主任升任，調任桃園市立華德福實驗高級中等學校籌備處主任。 |
| 15   | 游淑媛女士 | 2025年8月 | 現任      | 原桃園市英語教學資源中心主任升任。                                                 |

## 華德福實驗班
2017年新屋高中成立高中部華德福實驗教育班，借用仁美國中校區上課。因桃園市政府已於2018年變更楊梅都市計畫案，撥用約2.5公頃學校用地給仁美國中建構1至12年級一貫化的華德福學校，屆時新屋高中附設高中部華德福實驗班將改隸仁美國中。

## 學校週邊
- 永平工商
- 味全埔心牧場
- 幼獅工業區
- 桃園市立華德福實驗高級中等學校（籌備中，由新屋高中附設高中部華德福實驗班及仁美國中附設華德福實驗國中小合併改制）

## 外部連結
- 桃園市立仁美國民中學 （页面存档备份，存于）